# Josef Brown
Josef Brown (Woomera; 8 de octubre de 1969) es un actor, bailarín y coreógrafo australiano principalmente conocido por haber interpretado a Patrick en la serie Dance Academy y a Matt Turner en la serie Neighbours.

## Biografía
Como bailarín Josef se entrenó en el McDonald College of the Arts en Sídney y el Australian Ballet School en Melbourne.
Es muy buen amigo del actor australiano Kip Gamblin.
Josef está casado con la bailarina Katherine Griffiths, la pareja tiene dos hijos.

## Carrera
En 2011 apareció como invitado en tres episodios de la serie Spartacus: Gods of the Arena donde interpretó al gladiador Auctus, el amante de Barca. Auctus muere en la arena a manos del gladiador Crixus.
En 2002 apareció como invitado en la popular y exitosa serie australiana Home and Away donde interpretó a Dale Canning, un carpintero el cual Harvey Ryan convence para donar material para Alf Stewart, Dale sale con Ruth Stewart sin embargo cuando se da cuenta de que Ruth y Harvey están intentando darse celos Dale se va con Fleur Simpson la cita de Harvey.
El 7 de febrero de 2013 se unió al elenco principal de la popular serie australiana Neighbours donde interpretó al oficial Matt Turner, el esposo de Lauren Carpenter (Kate Kendall) la hija de Lou Carpenter, hasta el 25 de marzo de 2015 después de que su personaje muriera luego de que Danni Ferguson lo atropellara. Josef apareció brevemente en la serie el 9 de agosto de 2016 cuando su fantasma se le apareció a Lauren.

## Filmografía

### Series de Televisión
| Año               | Título                       | Personaje    | Notas                  |
| ----------------- | ---------------------------- | ------------ | ---------------------- |
| 2019              | Home and Away                | Dr. Mike     | [ 6 ]                  |
| 2013 - 2015, 2016 | Neighbours                   | Matt Turner  | 426 episodios          |
| 2012              | Home and Away                | Dale Canning | 2 episodios            |
| 2011              | Spartacus: Gods of the Arena | Auctus       | 3 episodios            |
| 2010              | Rake                         | Ben Rigby    | episodio "R vs Lorton" |
| 2010              | Dance Academy                | Patrick      | 13 episodios           |

### Películas
| Año  | Título      | Personaje | Notas |
| ---- | ----------- | --------- | ----- |
| 2012 | Sam's Story | Daniel    | corto |

### Productor&Coreógrafo
| Año  | Título                | Notas                   |
| ---- | --------------------- | ----------------------- |
| 2012 | Tackling Romeo        | película - co-productor |
| 2012 | Every Single Saturday | obra - coreógrafo       |
| 2003 | Random Play           | obra - coreógrafo       |
| 2001 | Freefall              | obra - coreógrafo       |

### Teatro[7]
| Año        | Obra                                       | Personaje       | Director (a)    | Teatro                | Notas                                                |
| ---------- | ------------------------------------------ | --------------- | --------------- | --------------------- | ---------------------------------------------------- |
| 2012       | An Officer and a Gentleman                 | Charlie Redding | Simon Phillips  | Lyric Theatre         | junto a Ben Mingay, Alex Rathgeber & Kate Kendall    |
| 2004, 2005 | Dirty Dancing The Classical Story On Stage | Johnny Castle   | Mark Wing-Davey | Princess Theatre      | junto a Ronne Arnold, Anthony Cogin & Kym Valentine  |
| 2004       | Ellipse                                    | Bailarín        | Mark Wing-Davey | His Majesty's Theatre | junto a Katherine Arnold-Lindley & Andrea Briody     |
| 2004       | Salome                                     | Bailarín        | -               | -                     | junto a Tracey Carrodus                              |
| 2003       | Underland                                  | Bailarín        | -               | Opera Theatre         | junto a Wakako Asano & Andrea Briody                 |
| 2002       | Man of La Mancha                           | -               | Susan Schulman  | Capitol Theatre       | junto a Peter Carroll, Geoff Morrell & David Whitney |
| -          | Romeo & Juliet                             | Lord Capulet    | -               | Sydney Theatre        | -                                                    |
| -          | Death & The Maiden                         | Gerardo         | -               | -                     | -                                                    |

## Premios y nominaciones
| Año  | Categoría                                  | Premio                 | Obra                                     | Resultado |
| ---- | ------------------------------------------ | ---------------------- | ---------------------------------------- | --------- |
| 2005 | Outstanding Performance in a Stage Musical | Australian Dance Award | Dirty Dancing-The Classic Story on Stage | Ganó      |